# Ivan Macan
Ivan Macan SJ (Svetojurski Vrh, 29. lipnja 1939. ‒ Zagreb, 17. rujna 2015.), hrvatski katolički svećenik, isusovac, filozof i književnik.

## Životopis
Srednju školu završava u Nadbiskupskoj klasičnoj gimnaziji u Zagrebu. Godine 1956. stupa u Družbu Isusovu. Trogodišnji studij filozofije završava na isusovačkom Filozofskome institutu u Zagrebu, a četverogodišnji studij teologije na Sveučilištu u Innsbrucku. Tamo nastavlja studij filozofije i postiže doktorat iz filozofije 1974. godine. Vrativši se u domovinu predaje filozofske discipline na isusovačkome Filozofskom studiju u Zagrebu i od 1975. do 1981. na Visokoj teološkoj školi u Sarajevu. Glavno područje istraživanja bilo mu je filozofija spoznaje, analitička filozofija te socijalna etika. Nakon uspostave Filozofskog fakulteta Družbe Isusove u Zagrebu, 1989. godine, redovni je profesor na Fakultetu i njegov prvi dekan sve do 1995. Godine 1999. izabran je za provincijala Hrvatske pokrajine Družbe Isusove te tu službu obnaša do jeseni 2006. Od 8. rujna 2010. pa do svoje smrti obnašao je službu rektora Kolegija Družbe Isusove na Jordanovcu u Zagrebu. Od 1993. bio je i član Hrvatskoga filozofskog društva, u kojemu je bio i predsjednik. 
Umro je 17. rujna, 2015. u bolnici Rebro u Zagrebu, u 77. godini života, 60. godini redovništva i 48. godini svećeništva.